# Artur Ferreira da Costa
Artur Ferreira da Costa (Santo Amaro, 8 de abril de 1887 — Rio de Janeiro, 22 de novembro de 1947) foi um advogado e político brasileiro.
Foi deputado à Assembleia Legislativa de Santa Catarina na 8ª legislatura (1913 — 1915), na 9ª legislatura (1916 — 1918), na 10ª legislatura (1919 — 1921), na 11ª legislatura (1922 — 1924), na 12ª legislatura (1925 — 1927), e na 13ª legislatura (1928 — 1930).
Foi senador (1935 — 1937).